# Part Six
Part Six – niemiecki zespół (boysband) grający muzykę pop.
Grupa początkowo składała się z: Marca Jessego Barthela, Lenara Ali, Bastiana Theuricha, Marca Jentzena, Matthew Morckridgera oraz Tima Niesela (dwóch ostatnich latem 2007 odeszło z zespołu). Wkrótce potem zastąpili ich Maxim Schleicher i Orry Jackson. Schleicher został zastąpiony przez Chrisa Wiebera. Następnie z zespołu odszedł także Marc Jentzen, a na jego miejsce przyszedł Jeremy Williams.
W 2008 zespół pracował nad nowymi piosenkami, a w 2009 miał premierę teledysk do piosenki "Showtime". W połowie 2009 z zespołu odszedł Marc Jesse Barthel i rozpoczął solową karierę jako Jesse D'Lane. Zespół niemalże co roku pojawia się na "Ogrodzie ZDF" organizowanym przez telewizję Jetix Awards. W sierpniu 2010 roku z zespołu odszedł Chris Wieber z powodów zdrowotnych oraz Jeremy Williams. Bastian, L.A, Orry i Karsten przeprowadzili się do Wiednia (Austria) i założyli nowy zespół UNIQUE 5.

## Obecni członkowie
- Bastian Theurich (4 maja 1989)
- Orry Jackson (12 października 1989)
- Lenar Ali (30 grudnia 1989)
- Kenny Walter (30 kwietnia 1993)

## Byli członkowie zespołu
- Marc Jessie Barthel (4 października 1989)
- Marc Jentzen (21 sierpnia 1988)
- Matthew Mockridge (1 września 1987)
- Tim Niesel (15 kwietnia 1989)
- Maxim Schleicher (2 listopada 1987)
- Jeremy Williams (5 stycznia 1989)
- Chris Wieber (20 lipca 1989)

## Dyskografia
Albumy
- What’s That Sound (2007)
- Showtime (2010)

Single
- Want Ya! (2006)
- Drive So Far (2006)
- Showtime (2009)
- The Love Is Over (2010)
- I’m in Love (2010)